# Ampelisca macrocephala
Ampelisca macrocephala is een vlokreeftensoort uit de familie van de Ampeliscidae. De wetenschappelijke naam van de soort is voor het eerst geldig gepubliceerd in 1852 door Liljeborg.